# J Soul Brothers
J Soul Brothers（ジェイ・ソウル・ブラザーズ）は、日本のダンス&ボーカルグループ。1999年から2001年まで初代が、2007年から2009年まで二代目がそれぞれ活動していた。レーベルはrhythm zone。

## グループ名の由来
"J Soul Brothers"というグループ名は、ZOOのメンバーBOBBY、HIRO、KOJI、LUKEが1991年に結成したダンスチームが元となっている。4人は、当時来日した海外アーティストがよく訪れていたという六本木のCIRCUSでBell Biv DeVoeと意気投合し、その流れでBell Biv DeVoeの日本公演に参加した。その時にメンバーのマイケルから"Japanese Soul Brothers"と名付けて呼ばれた。後に来日したボビー・ブラウンがCIRCUSを訪れた際に話しかけると、Japanese Soul Brothersの存在をマイケルから聞いていたと言い、翌日のボビーの日本公演に誘われ参加した。ボビーからは"JSB"と呼ばれた。
このダンスチームは、その後もメンバーが変わり継続している。

## 初代

### 略歴
- Japanese Soul Brothers（以下、JSB）のメンバーBOBBYが、MATSU、USA、MAKIDAIらによるダンスチームBABY NAILに声を掛けた。BOBBYは、同じJSBのメンバーであるHIROにBABY NAILを紹介した[4]。
- 1999年、HIROに誘われたMATSU、USA、MAKIDAI、ボーカルSASAの5人でJ Soul Brothersを結成[5]。
- 1999年10月20日、シングル『J Soul Brothers』でメジャーデビュー。
- 2001年8月10日、SASAが同月24日のライブをもって脱退すること、新ボーカルATSUSHI、SHUNの加入を発表。また、放送中のフジテレビ系月9ドラマ『できちゃった結婚』の挿入歌「Your eyes only」は、新ボーカルを迎えたJ Soul Brothersの曲であることを明かし、シングルとして発売する予定であることも発表[6]。
- 2001年8月24日、渋谷のATOMで行われた『SASA FINAL LIVE & ATSUSHI, SHUN FIRST LIVE』を最後にSASAが脱退、新ボーカルATSUSHI、SHUNが初披露された[7]。数日後にEXILEと改名して再始動したことにより、J Soul Brothersの初代は活動終了した[5]。

### メンバー
- HIRO（ヒロ、1969年6月1日 - ）パフォーマー
- MATSU（マツ、1975年5月27日 - ）パフォーマー
- USA（ウサ、1977年2月2日 - ）パフォーマー
- MAKIDAI（マキダイ、1975年10月27日 - ）パフォーマー
- SASA（ササ、1964年12月24日 - ）ボーカル&コンポーザー
- ATSUSHI（アツシ、1980年4月30日 - ）新ボーカル
- SHUN（シュン、1980年1月11日 - ）新ボーカル

### 作品

#### シングル
|   | 発売日         | タイトル                     |
| - | -------------- | ---------------------------- |
| 1 | 1999年10月20日 | J Soul Brothers              |
| 2 | 2000年3月29日  | D.T.B.(Do The Basic) / Chaos |
| 3 | 2000年10月4日  | Fly away                     |

#### タイアップ
| 曲名     | タイアップ                                                       |
| -------- | ---------------------------------------------------------------- |
| Fly away | テレビ東京系『スキヤキ!!ロンドンブーツ大作戦』エンディングテーマ |
| Fly away | NHK BS2『Club SUNSET』エンディングテーマ                         |

### ライブ

#### 単独
- J Soul Brothers Tour "BEANBALL"（2000年7月21日 - 9月8日）[8]
- SASA FINAL LIVE & ATSUSHI, SHUN FIRST LIVE（2001年8月24日）[7]

#### 参加
- 史上最強の移動遊園地 DREAMS COME TRUE WONDERLAND 1999～春の夢～（1999年4月21日 - 4月22日） - バックダンサー[8]
- ayumi hamasaki SECRET LIVE（1999年5月8日） - バックダンサー[8]
- avex MILLENIUM COUNT DOWN 1999-2000（1999年12月31日）
- avex NEW CENTURY COUNT DOWN 2000/2001 in velfarre（2000年12月31日）[9][10]

## 二代目

### 略歴
- 2007年1月25日、HIROプロデュースのもと、新たなメンバーでJ Soul Brothersが始動。
- 2007年5月11日、『EXILE LIVE TOUR 2007 "EXILE EVOLUTION"』初日埼玉公演にてグループ結成を発表。メンバーは未発表であった[11]。
- 2007年8月4日 - 8月5日、『EXILE LIVE TOUR 2007 "EXILE EVOLUTION" 〜SUMMER TIME LOVE〜』東京公演にてメンバーが初披露された[12]。パフォーマーはKENCHI、KEIJI、TETSUYA、ボーカルは「VOCAL BATTLE AUDITION」ファイナリストのNESMITH、3次審査進出者のSHOKICHIであった。
- 2007年11月10日、『COLOR LIVE TOUR 2007 BLUE』大阪公演にてパフォーマーにNAOTO、NAOKIを加えた7人のメンバー全員が初披露された。
- 2008年5月7日、シングル『WE!』でインディーズデビュー。
- 2008年10月2日 - 10月31日、マイクロバス1台で全国を移動する『武者修行再び』を48公演行う[13]。
- 2009年2月25日、アルバム『J Soul Brothers』でメジャーデビュー[14]。
- 2009年3月1日、上記のメジャーデビューから4日後、メンバー全員がEXILEに加入することが発表され、J Soul Brothersの二代目は活動終了した[15]。

加入までの経緯
- EXILEのメンバーTAKAHIROは、J Soul BrothersをEXILEに加入させるとHIROから聞いたのは2007年だったと明かしている。
- 加入が決定したのは2008年半ばだったが、J Soul Brothersのメンバーには伝えないでいた。
- 2008年12月31日、『EXILE LIVE TOUR "EXILE PERFECT LIVE 2008"』最終日北海道公演の終了後、同ツアーに参加していたJ Soul Brothersのメンバー全員が呼び集められ、EXILEへの加入について初めて伝えられた。

一時的な復活
- 2011年6月1日、二代目J Soul Brothers名義で参加した曲が収録された三代目J Soul Brothersのアルバム『J Soul Brothers』が発売。
- 2011年6月28日 - 8月7日、『二代目 J Soul Brothers VS 三代目 J Soul Brothers Live Tour 2011 〜EXILE TRIBE〜』を開催。両グループともこれが初めてのツアーだった。
- 2012年4月14日 - 7月1日、『EXILE TRIBE LIVE TOUR 2012 〜TOWER OF WISH〜』に出演。
- 2014年6月13日 - 6月22日、『EXILE TRIBE PERFECT YEAR 2014 SPECIAL STAGE "THE SURVIVAL" IN SAITAMA SUPER ARENA 10DAYS』に出演。

### メンバー
- KENCHI（ケンチ、1979年9月28日 - ）パフォーマー
- KEIJI（ケイジ、1980年1月21日 - ）パフォーマー
- TETSUYA（テツヤ、1981年2月18日 - ）パフォーマー
- NESMITH（ネスミス、1983年8月1日 - ）ボーカル&パフォーマー
- SHOKICHI（ショウキチ、1985年10月3日 - ）ボーカル&パフォーマー
- NAOTO（ナオト、1983年8月30日 - ）パフォーマー
- NAOKI（ナオキ、1984年11月10日 - ）パフォーマー

### 作品
順位はオリコン週間ランキングの最高位

#### シングル（インディーズ）
|   | 発売日         | タイトル  |
| - | -------------- | --------- |
| 1 | 2008年5月7日   | WE!       |
| 2 | 2008年8月20日  | FREAKOUT! |
| 3 | 2008年11月19日 | Be On Top |
| 4 | 2009年1月7日   | My Place  |

#### アルバム
|   | 発売日        | タイトル        | 順位 |
| - | ------------- | --------------- | ---- |
| 1 | 2009年2月25日 | J Soul Brothers | 2位  |

#### 参加作品
| 発売日        | 曲名                        | 収録作品                                  |
| ------------- | --------------------------- | ----------------------------------------- |
| 2008年7月23日 | My Buddy                    | EXILE『EXILE ENTERTAINMENT BEST』         |
| 2008年7月30日 | BUDDY feat. J Soul Brothers | COLOR『BLACK 〜A night for you〜』        |
| 2008年12月3日 | Love, Dream & Happiness     | EXILE『EXILE BALLAD BEST』                |
| 2011年6月1日  | GENERATION                  | 三代目 J Soul Brothers『J Soul Brothers』 |
| 2011年6月1日  | Japanese Soul Brothers      | 三代目 J Soul Brothers『J Soul Brothers』 |

#### 映像作品
| 発売日        | タイトル                                                                           | 順位 |
| ------------- | ---------------------------------------------------------------------------------- | ---- |
| 2012年11月7日 | EXILE TRIBE 二代目J Soul Brothers VS 三代目J Soul Brothers Live Tour 2011 〜継承〜 | 6位  |

#### タイアップ
| 曲名       | タイアップ                                               |
| ---------- | -------------------------------------------------------- |
| Be On Top  | ドラマ『プリズン・ブレイク シーズンIII』テーマソング     |
| Be On Top  | 「ミュゥモ」TV-CMソング                                  |
| My Place   | テレビ東京系『嘉納杯柔道ワールドグランプリ』テーマソング |
| GENERATION | 日本テレビ系『EXILE GENERATION』エンディングテーマ       |

### ライブ

#### 参加
- EXILE LIVE TOUR 2007 "EXILE EVOLUTION" 〜SUMMER TIME LOVE〜（2007年8月4日 - 8月5日）
- COLOR LIVE TOUR 2007 "BLUE"（2007年10月 - 12月）
- COLOR LIVE TOUR 2008 "BLACK"（2008年5月 - 7月）[20]
- EXILE LIVE TOUR "EXILE PERFECT LIVE 2008"（2008年11月 - 12月）
- LIVE×ONLINE INFINITY 三代⽬ J SOUL BROTHERS 10th ANNIVERSARY 〜JSB HISTORY〜（2020年11月10日）[21]

#### 合同
- 二代目 J Soul Brothers VS 三代目 J Soul Brothers Live Tour 2011 〜EXILE TRIBE〜（2011年6月28日 - 8月7日）[22]
- EXILE TRIBE PERFECT YEAR 2014 SPECIAL STAGE "THE SURVIVAL" IN SAITAMA SUPER ARENA 10DAYS（2014年6月13日 - 6月22日）[23]

### 出演

#### ミュージックビデオ
- EXILE「I Believe」（2007年）

#### 連載
- 月刊EXILE（2008年8月号 - 2009年4月号、LDH）